# Tage Andersen (kunstner)
 Der er flere personer med dette navn, se Tage Andersen.
Tage Andersen (født 29. marts 1947 i Thy) er en dansk blomster- og interiørkunster.   

## Liv og karriere
Tage Andersen blev født den 29 marts 1947 i Heltborg, Thy. Familien flyttede i 1953 til Kjellerup i Midtjylland. Som 14-årig kom han i lære hos den lokale konditor i Kjellerup og hjalp sideløbende til i en gartnerforretning, som var nabo til konditoriet. Som 20-årig skiftede Tage Andersen karrierespor og overtog gartnerforretningen. I 1972 åbnede han en forretning i Viborg og assisterede sideløbende blomsterkunstner og kongelig hofleverandør Sven Schaumann. I 1977 overtog Tage Andersen Sven Schaumanns blomsterforretning på Kongens Nytorv under sit eget navn. I 1987 åbnede ‘Huset Tage Andersen’ i Ny Adelgade, som i dag er atelier, galleri, museum og forretning.  
I 1998 modtog Tage Andersen Den Nordiske Havebrugspris.
Fra 2004 til 2007 forpagtede Tage Andersen de historiske haver Norrvikens Trädgårdar (sv) i det nordvestlige Skåne. Det 16 tønder store haveanlæg blev oprindeligt grundlagt og designet af havearkitekt Rudolf Abelin (sv) i begyndelsen af 1900-tallet. 
I 2008 erhvervede Tage Andersen herregården Gunillaberg (sv) i Småland, og skabte her et kulturcentrum, hvor han kunne iscenesætte sine idéer med kunst, natur og kulturarrangementer.  Gunillabergs sommerudstillinger var åbne fra 2009 til 2019.

### Design og scenografi
I 2002 skabtes en af Tage Andersens ikoniske designs ‘Foldevasen’. Den har blandt andet været kendt for i en årrække at være en ’fast’ del af billedet ved Dronning Margrethe II's årlige tv-transmitterede nytårstale. En foldevase i ‘overstørrelse’ har endvidere været anvendt som scene rekvisit til Johan Kobborgs opførelse af Prokofievs ballet ‘Romeo og Julie’ i den romerske arena i Verona 2019 og i Royal Albert Hall 2021 i London.
Tage Andersen har skabt kostumer og scenografi til flere teaterforestillinger, herunder Herman Bang-opsætningen Mellemakt på Det Ny Teater i 1990, musicalen H.C. Andersen på Gladsaxe Teater i 1995 og scenografi til Flemming Flindts ballet ‘Enetime’ ved opførelser i orangeriet på Tage Andersens Gunillaberg 2017-18.

### Kunstudstillinger
I 1986, blev Tage Andersen anerkendt af Statens Kunstfond, for udstillingen “Forunderlige Træer” i Charlottenborg Slotsgård.
Hans soloudstilling ‘Dialog’ på Statens Museum for Kunst i 2002 inkluderede tredimensionelle stilleben og installationer i dialog med museets malerier og skulpturer, herunder Cornelis Norbertus Gijsbrechts, Richard Mortensen, Per Kirkeby og Michael Kvium. Udstillingen var spredt over 35 af museets gallerier. 
- 1985

- - “Fleurs de Parade”, Brandts Pakhus, Christianshavn
  - “Tage Andersen i Bakkehuset”, Bakkehusmuseet, København

- 1986

- - “Forunderlige Træer”, Charlottenborg Slotsgård

- 1988

- - Christian IV-udstilling, Rosenborg Slot
  - "The Orangery", Holland Park, London, Storbritannien

- 1991

- - “Tage Andersen på Millesgården”, Millesgården, Stockholm, Sverige.
  - “Tage Andersen”, Nordjyllands Kunstmuseum, Ålborg
  - “Tage Andersen”, Bukowski, København
- 1992

- - “Tilbage til Jylland”, Blicheregnens Museum, Kjellerup
  - “Tage Andersen”, Moisio Kartano, Elimäki, Finland.
  - “Tage Andersen”, Kunstindustrimuseet, Helsingfors
  - “Eventyr og Galskab”, København

- 1993

- - “Tage Andersen”, Gisselfeld, Haslev

- 1994

- - “Kameliaerne blomster”, Gisselfeld Slot, Haslev
  - “Tage Andersen”, Ridehuset, Værket, Randers

- 1996

- - “Den tredje Camellia-udstilling", Det Kongelige Haveselskabs Have, Frederiksberg
  - “Fantasia”, Schloss Hünnefeld (de), Tyskland.

- 1997

- - “Ljus – Vatten – Väsen”, Gamla Vattentornet, Vänersborg, Sverige.

- 1998

- - “Eventyr på Egeskov”, Egeskov Slot, Fyn

- 1999

- - "Kamelia Udstilling", Sofiero Slott, Sverige.
  - “Tage Andersen i Garten Dom”, Oberhausen, Tyskland.

- 2000

- - “Tage Andersen hylder Bakkehuset”, Bakkehusmuseet, København

- 2001

- - “Kamelia Udstilling”, Bergianska trädgården (sv), Stockholm, Sverige.
  - “Tage Andersen”, Uppsala Botaniske Trädgård (sv), Sverige.
  - “Gartensitz og Pragturner”, Kunstindustrimuseets Grønnegård, Danmark.

- 2002

- - “Tage Andersen: Dialog”, Statens Museum for Kunst, Danmark.
  - “Tage Andersen. Dialog”, Norrvikens Trädgårdar, Båstad, Sverige.

- 2003

- - “Tage Andersen på Løndal”, Løndal, Danmark.

- 2004

- - “Kamelian och poetiska installationer”, Trädgårdsföreningen, Göteborg
  - “Tage Andersen”, Norrvikens Trädgårdar, Båstad, Sverige.
  - "Eventyrlige Juleborde", Royal Copenhagen, Danmark.[18]

- 2006

- - “Tage Andersen”, Hallwylska Museet (sv), Stockholm, Sverige.
  - “Tage Andersen”, Tikanoja Kunstmuseum (sv), Vasa, Finland.
  - “Barokt”, Nordjyllands Museum, Aalborg
- 2007

- - “Barokt II”, Rosenborg Slot, København

- 2008

- - “Stilleben – Blomstrende kameliatræer”, Sankt Petri, København

- 2009

- - “En Flirt med Kirsten Kjær”, Kunsten, Aalborg
  - “Fryd og Lidenskab”, Kunstindustrimuseet, København
- 2010

- - “Tage Andersen”, Trädgårdsföreningen, Göteborg, Sverige.
  - “Barokt”, Schloss Hünnefeld, Osnabrück, Sverige.

- 2011

- - “Fröjd och Lidelse”, Uppsala Botaniska Trädgård, Sverige.

- 2012

- - “Kamelia Royale”, Drottningholms Slottsteater, Stockholm, Sverige.

- 2013

- - “Barokt”, Körsbärsgården (sv), Gotland, Sverige.

- 2018

- - “Julebord mod John Olsen værker,” Johannes Larsen Museet, Kerteminde

### Bøger og TV
I 1989 begyndte Tage Andersen at arbejde sammen med fotografen Bent Rej, og de har sammen udgivet syv bøger. I 1992, dokumenterede Gyda Uldall Tage Andersen’s liv i tv-dokumentaren 'Det Jeg Drømte Sker i Dag’ til Danmarks Radio.

### Publikationer
- “Tage Andersen”, Aase Holm,  Borgens Forlag, 1991
- “Tage Andersen II - Blomsterkunst, Interiør, Eksteriør”, Tage Andersen, Borgens Forlag, 1998
- “Tage Andersen - Mod Helligtrekonger”, Tage Andersen, Borgens Forlag, 2000
- “Tage Andersen – Buketter i en Frodig Periode”, Tage Andersen, Borgens Forlag, 2002
- “Tage Andersen – Fryd og Lidenskab”, en bog om Kamelia. Hans Trautner, Borgens Forlag, 2005
- “Tage Andersen – Enthusiasm”, Tage Andersen + 11 vidner, Borgens Forlag, 2008
- “Tage Andersens Gunillaberg – Mitt småländska paradis/My Swedish Haven”, 2014

- “Man må godt være en krukke” Biografi af Elisabeth Saugmann, Forlaget Momenta, 2023